# مايك روشي
مايك روشي (بالإنجليزية: Mike Roach)‏ هو لاعب كرة قاعدة أمريكي، ولد في 23 ديسمبر 1869 في Driftwood, Pennsylvania ‏ في الولايات المتحدة، وتوفي في 12 نوفمبر 1916 في نيويورك في الولايات المتحدة.

## وصلات خارجية
- مايك روشي على موقعبيزبول رفرنس.كوم (الدوري الرئيسي) (الإنجليزية)
- مايك روشي على موقعبيزبول رفرنس.كوم (الدوري الثانوي) (الإنجليزية)